# 龍骨齒龍屬

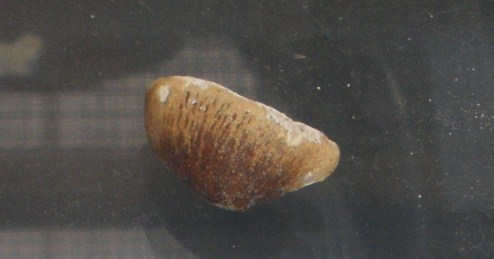
龍骨齒龍的牙齒

龍骨齒龍屬（屬名：Carinodens）是滄龍科的ㄧ屬，身長約3.5公尺，是最小型的滄龍類之一。
大部分頭骨化石發現於荷蘭。在1924年，這些化石被命名為Compressidens，但某個軟體動物已先使用這名稱。在1969年，被重新命名為龍骨齒龍（Carinodens），屬名意為「龍骨牙齒」。龍骨齒龍被普遍認為是圓齒龍的姊妹分類單元。牠們的牙齒鈍、呈圓形，可用來壓碎貝殼等硬殼動物。
近年在約旦的馬斯垂克階最末期地層發現唯一的身體骨骼化石，缺少頸椎、背椎、前肢。這個新標本的頭顱骨有至少24顆牙齒，牙齒仍未脫落。除了前上頜骨、上頜骨、齒骨具有牙齒，翼骨也有數顆小型牙齒。根據這個約旦化石，龍骨齒龍是種異型齒動物。根據這個身體骨骼化石，可知龍骨齒龍是種體型修長、呈流線型、泳速快的小型滄龍類，牠們可能有良好視力、動作靈活，可能藉此逃離相同環境的大型海生掠食動物如霍氏滄龍。